# دردسرهای مالی مارگو
دردسرهای مالی مارگو (انگلیسی: Margo's Got Money Troubles) یک مجموعه تلویزیونی درام آمریکایی است که توسط دیوید ای کلی ساخته شده و بر پایهٔ رمان منتشرشده در سال ۲۰۲۴ با همین نام نوشتهٔ روفی ثورپ است. در این مجموعه ال فانینگ و نیکول کیدمن ایفای نقش کردند و قرار است در سال ۲۰۲۶ از اپل تی‌وی پلاس پخش شود.

## داستان
دردسرهای مالی مارگو حول محور زندگی مارگو میله می‌چرخد. او دختر یک پیشخدمت در رستوران هوترس و یک کشتی‌گیر حرفه‌ای بازنشسته است. مسیر پر فراز و نشیب زندگی او زمانی پیچیده‌تر می‌شود که پس از رابطه‌ای با استاد ادبیاتش در کالج، باردار می‌شود. مارگو برای تأمین مخارج زندگی خود به پلتفرم آنلاین اونلی‌فنز روی می‌آورد. در ادامه، او رابطه‌اش را با پدر دورافتاده‌اش از سر می‌گیرد؛ کسی که با بهره‌گیری از تجربه‌هایش در دوران کشتی‌گیری، راهنمایی‌هایی به مارگو ارائه می‌دهد. در نهایت، مارگو در اونلی‌فنز به موفقیتی چشمگیر دست می‌یابد. ‏

## بازیگران

### اصلی
- ال فانینگ در نقش مارگو میله
- نیکول کیدمن در نقش میانجی بین مارگو و استادش
- میشل فایفر در نقش شاین میله، مادر مارگو و پیشخدمت سابق رستوران هوترس
- نیک آفرمن در نقش جینکس میله، همسر سابق شاین، پدر مارگو و کشتی‌گیر حرفه‌ای بازنشسته
- تادیا گراهام در نقش سوزی، هم‌خانه مارگو
- گرگ کینر در نقش کنی، دوست‌پسر شاین

## تولید
در اکتبر ۲۰۲۳ اعلام شد که ال فانینگ و نیکول کیدمن علاوه بر بازی در این مجموعه، به‌عنوان تهیه‌کنندگان اجرایی نیز فعالیت خواهند کرد و دیوید ای کلی به عنوان شورانر پروژه انتخاب شده است. در فوریه ۲۰۲۴، سرویس اپل تی‌وی پلاس حقوق پخش این مجموعه را به دست آورد و سفارش تولید مستقیم آن را صادر کرد. در سپتامبر همان سال، میشل فایفر به جمع بازیگران اضافه شد و علاوه بر بازیگری، تهیه‌کننده اجرایی مجموعه نیز خواهد بود. این نخستین همکاری فایفر با همسرش، دیوید ای کلی محسوب می‌شود. نیک آفرمن و تادیا گراهام نیز در ماه‌های بعد به جمع بازیگران پیوستند.
در فوریه ۲۰۲۵، مارسیا گی هاردن و مایکل آنگارانو در نقش‌های مهمان به مجموعه اضافه شدند. در مارس ۲۰۲۵، گرگ کینر، لیندسی نورمینگتون، ریکو نستی و مایکل ورکایه در نقش‌های ثابت و دوره‌ای به جمع بازیگران ملحق شدند. در آوریل ۲۰۲۵، درولا والش، کیت هرون و آلیس سیبرایت به عنوان کارگردانان مجموعه معرفی شدند؛ والش چهار قسمت از هشت قسمت مجموعه، از جمله قسمت آغازین را کارگردانی کرد و هرون و سیبرایت نیز هر کدام دو قسمت را به عهده داشتند.

## فیلم‌برداری
فیلم‌برداری قرار بود از ژانویه ۲۰۲۵ در نیویورک آغاز شود، اما به جای آن در فوریه در لس آنجلس شروع شد و پیش‌بینی می‌شد تا ماه مه به پایان برسد. در ۲۴ ژوئن ۲۰۲۵، میشل فایفر اعلام کرد فیلمبرداری به پایان رسیده است.

## انتشار
دردسرهای مالی مارگو قرار است در سال ۲۰۲۶ منتشر شود.